# Långsjön (Linde socken, Västmanland)
Långsjön är en sjö i Lindesbergs kommun i Västmanland och ingår i Norrströms huvudavrinningsområde.